# おきつねバーガー

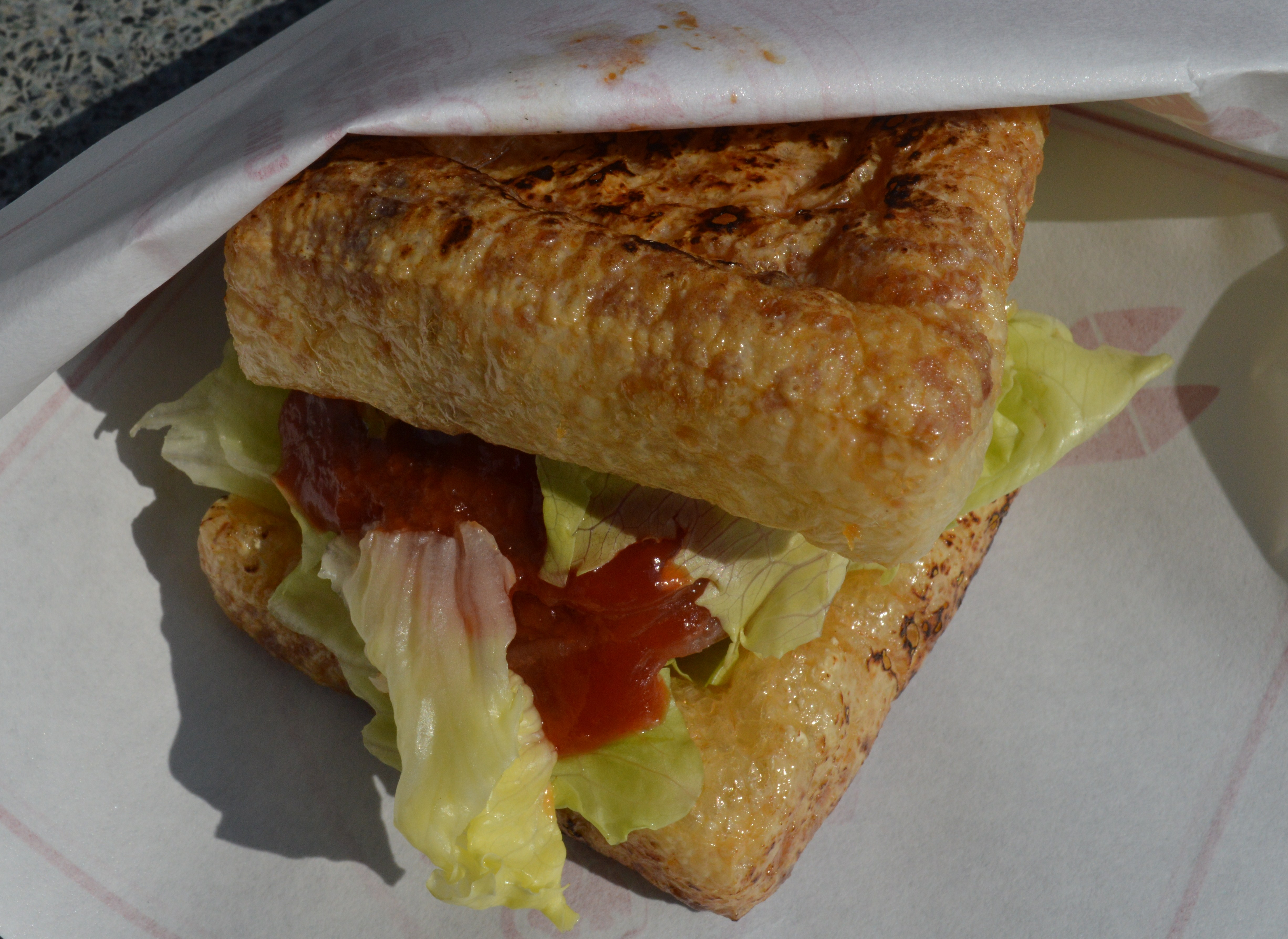
おきつね本舗のおきつねバーガー

おきつねバーガーとは愛知県豊川市のご当地バーガーである。焼いた油揚げをバンズとしヒレカツなどの具をはさんだもの。豊川稲荷のお稲荷にあやかって名付けられた。

## 来歴
2007年3月に、豊川稲荷の参道にあるうどん店「松屋支店」（現在はおきつね本舗に改称）が、他店との差別化（元々、いなりずしやうどんを売っているが、豊川稲荷の参道にある他の店も同様に、いなりずしや和食を売っていたため、店の売り上げが伸び悩んでいた）を図るために考案された。最初は賄い料理だったが、好評だったため、具 をハンバーグにしたり、味噌味にしたり試行錯誤を繰り返した末、現在のスタイルになった。
発売されると直ぐに大ヒット商品となり、2013年11月現在までに累計80,000個以上を売り上げた。2010年3月14日にテレビ東京系列で放送されたスペシャル番組、『日曜ビッグバラエティ B級グルメ☆スター誕生』の《全国B級グルメランキングベスト10》で見事に優勝を達成した。翌2011年10月に開催された「とっとりバーガーフェスタ2011」でも、第5位に入賞した。
おきつねバーガーは、おきつね本舗本店のみならず、ジェイアール名古屋タカシマヤの物産展や名古屋地区のデパ地下での販売実績もある。また、おきつね本舗本店の従業員による移動販売もある。2008年3月には、通常のサイズより大きい「メガおきつねバーガー」を販売した。
在名マスコミのみならず、全国マスコミにも取り上げられる事が多く（後述）、豊川市を代表するご当地グルメとして認知度が高まっている。

## 製法
バンズとして使用する油揚げは肉厚（厚さ6.5 cm。メガおきつねバーガーは11 cmだった。）であり、この肉厚油揚げを油で揚げてから、秘伝のタレをかけて、表面が薄く焦げるまでこんがりと直火で焼く。タレは、うどん店の料理を活かしたかえし麺つゆをベースにしている。
具には、レタス、タマネギ、ヒレカツを使用。酸味のあるケチャップをかけている。

## 店舗の情報（おきつね本舗本店のみ）
- 営業時間：1月 - 8:00から18:00。2月から12月 - 10:00から17:00。12月31日（大晦日）から1月1日（元旦）にかけてテイクアウトのみオールナイト営業。
- 定休日：1月 - 無休。2月から12月 - 毎週火・水曜日。但し12月31日は営業。
- 値段：おきつねバーガー-300円[6]（メガおきつねバーガーは450円だった[5]）。ドリンクセットで+100円。
- 席数：16席（店頭でお買い上げ後、隣店の喫茶シャモニーへ持ち込み、イートイン可）
- 駐車場：お買い上げで商店街駐車場１時間無料券進呈
- アクセス：JR東海・飯田線豊川駅及び名古屋鉄道・名鉄豊川線豊川稲荷駅より徒歩5分。東名高速・豊川ICより車で15分。豊川稲荷より徒歩1分。

## 取り上げられた番組
- 全国ネット
  - 生中継 ふるさと一番!（NHK総合） - 2010年3月8日放送。石倉三郎が旅人だった。全国ネット初中継。2010年6月5日放送では、総集編としていとうまい子の実食感想として放送された。
  - 日曜ビッグバラエティB級グルメ☆スター誕生（テレビ東京） - 2010年3月14日放送。《全国Ｂ級グルメランキングベスト10》で見事に優勝を達成した。
  - 開運!なんでも鑑定団（テレビ東京） - 2010年3月23日放送。
  - SmaSTATION!!（テレビ朝日） - 2010年5月8日放送。
  - Journeys in Japan（NHKワールド） - 2010年5月25日放送。「Crazy about Foxes〜豊川稲荷〜」として放送。
  - はなまるマーケット（TBS） - 2010年6月1日、「柴田理恵の美食ハンター」として放送。2010年7月27日にも「柴田理恵の美食ハンター」（ご当地バーガー特集）として放送。
  - ズームイン!!サタデー（日本テレビ） - 2010年9月18日放送。
  - Nスタ（TBS） - 2010年9月22日放送。
  - ANNスーパーJチャンネル（テレビ朝日） - 2011年10月8日放送。
  - ありえへん∞世界（テレビ東京） - 2011年10月15日放送。
  - 秘密のケンミンSHOW（日本テレビ） - 2012年2月9日放送。
  - NNNストレイトニュース（日本テレビ） - 2012年3月20日放送。
  - にっぽん歴史街道（BS-TBS） - 2012年3月22日放送。
  - 情報ライブ ミヤネ屋（読売テレビ） - 2012年3月30日放送。
  - 鉄道・絶景の旅（BS朝日） - 2012年6月21日放送。「飯田線の旅」の中で紹介された。
- 東海地方のローカル番組
  - ぴーかんテレビ（東海テレビ。2000年1月14日放送。まだこの時は、おきつねバーガーは未発売だった）で庄野俊哉アナが同店を訪れたのを皮切りに、2007年以降毎年、在名マスコミの取材を受けている[7]。
- 東海地方以外のローカル番組
  - おにぎりあたためますか（北海道テレビ） - 2010年9月21日放送。大泉洋と戸次重幸が来店。
  - ニュースevery日本海（日本海テレビ） - 2011年10月10日放送。